# 辻詩音のI can feel
「辻詩音のI can feel」(つじしおんのアイキャンフィール)は2012年10月3日から2016年3月27日までNACK5で放送されていたラジオ番組。

## 概要
横浜市出身のシンガーソングライター、辻詩音がパーソナリティーを務める番組。 以前、辻が持っていたcross fmの「RADIO KICKS!」と入れ替わるようにしてスタートした。
2014年4月5日より、現在の放送時間となり30分番組に拡張された。
なお、2012年10月3日 - 2014年3月26日 の期間は毎週水曜日STROBE NIGHT!内で25:40～26:00の20分の内包番組として放送されていた。

## 主なコーナー
ミッしおんぬポッシブル！ 他

## 主なゲスト
（単独番組移行後）

2014年

5月4日 菊井彰子

6月1日 今出舞

7月6日 Silent Siren あいにゃん（山内あいな）

8月3日 Hachi/Hatch,

8月31日 moto （前日OAの「moto SINGING MY HEART」にも、辻がゲスト出演した。）

10月5日 岩船ひろき

11月30日 ササキオサム

2015年

1月25日、2月1日 杉真理

3月8日 渡辺真知子